# Polypogon
Genre
Classification APG III (2009)
Polypogon est un genre de plantes de la famille des poacées (autrefois appelées graminées).

## Liste d'espèces
Selon ITIS (31 janvier 2011) :
- Polypogon australis Brongn.
- Polypogon chilensis (Kunth) Pilg.
- Polypogon elongatus Kunth
- Polypogon exasperatus (Trin.) Renvoize
- Polypogon fugax Nees ex Steud.
- Polypogon imberbis (Phil.) Johow
- Polypogon interruptus Kunth
- Polypogon linearis Trin.
- Polypogon maritimus Willd.
- Polypogon monspeliensis (L.) Desf.
- Polypogon parvulus Roseng., B.R. Arrill. & Izag.
- Polypogon viridis (Gouan) Breistr.